# Metarhizium
Metarhizium és un gènere de fongs entomopatogens dins la família Clavicipitaceae.

## Taxonomia
Nou espècies s'han assignat al ben conegut Metarhizium anisopliae:
- M. anisopliae que inclou moltes espècies aïllades abans descrites com M. anisopliae var. anisopliae
- M. guizhouense (syn. M. taii)
- M. pingshaense
- M. acridum stat. nov. (= M. anisopliae var. acridum)
- M. lepidiotae stat. nov. (= M. anisopliae var. lepidiotae)
- M. majus stat. nov. (= M. anisopliae var. major)
- M. globosum sp. nov.
- M. robertsii sp. nov.
- M. brunneum

Espècies reconegudes com a diferents:
- M. album
- M. flavoviride
- M. frigidum

Els teleomorfs de les espècies de Metarhizium són membres del gènere Metacordyceps. Metacordyceps taii (com Cordyceps taii) ha estat descrit com teleomorf de Metarhizium taii i més tard fet sinònim de M. anisopliae var. anisopliae, però ara és sinònim de M. guizhouense.